# Rie Meijer
Rie Meijer (ook vaak geschreven als Rie Meyer) (Wormer, 25 februari 1934) is een voormalige schaatsster uit Nederland.

## Loopbaan
Tijdens het eerste, nog officieuze, Nederlands kampioenschap schaatsen allround vrouwen 1955 werd Meijer de eerste kampioene van Nederland op de lange baan, door alle drie de afstanden te winnen. In de wel officiële Nederlands kampioenschap schaatsen allround vrouwen 1956 en 1959 werd ze opnieuw Nederlands kampioen. In 1958 was Meijer de tweede Nederlandse vrouw die op het Wereldkampioenschap uitkwam.
Meijer zocht in de aanloop naar de Olympische Winterspelen van 1960 een baantje bij het Nederlands sanatorium in Davos vanwege het gemis aan ijs in Nederland. Op de snelle ijsbaan van Davos bereidde Meijer zich zelfstandig – en op eigen kosten – voor en tijdens wedstrijden verpulverde ze alle Nederlandse snelste tijden op de door haar gereden afstanden. Deze tijden werden echter niet erkend als Nederlandse records door de KNSB, omdat ze niet in Nederland waren gereden. Omdat, in de ogen van diezelfde bond, Meijer had verzuimd aan te vragen bij de KNSB of ze in Davos die wedstrijden mòcht rijden, telden de tijden ook niet als mogelijke selectie en tot haar grote teleurstelling werd ze door de bond niet voorgedragen voor de Olympische Winterspelen.
Rie Meijer trouwde op 1 september 1960 met oud-hardrijder Jan Schoute en heeft vier kinderen.

## Persoonlijke records
| Afstand    | Tijd   | Datum           | Baan  |
| ---------- | ------ | --------------- | ----- |
| 500 meter  | 49,6   | 30 januari 1960 | Davos |
| 1000 meter | 1.40,2 | 31 januari 1960 | Davos |
| 1500 meter | 2.38,0 | 19 januari 1960 | Davos |
| 3000 meter | 5.32,4 | 20 januari 1960 | Davos |

Geen van deze tijden was een Nederlands record. De KNSB erkende tot 1969 alleen Nederlandse records als ze in Nederland waren gereden

## Resultaten
| Jaar | NK Kortebaan | NK Allround            | WK Allround                |
| ---- | ------------ | ---------------------- | -------------------------- |
| 1955 | 23e          | * · (, )               |                            |
| 1956 |              | ** · (, )              |                            |
| 1958 |              |                        | 13e** (15e, 12e, 19e, 12e) |
| 1959 |              | ** · (, )              |                            |
| 1962 |              | 4e** · (, 11e, 4e, 4e) |                            |

* Driekamp (500m, 1000m, 1500m)
** Minivierkamp (500m, 1500m, 1000m, 3000m)

### Medaillespiegel
| Kampioenschap          | Goud | Zilver | Brons |
| ---------------------- | ---- | ------ | ----- |
| NK Allround Klassement | 3    | 0      | 0     |
| NK Allround Afstanden  | 9    | 2      | 1     |

## Nederlandse records
| Nr. | Afstand      | Tijd    | Datum               | Baan         |
| --- | ------------ | ------- | ------------------- | ------------ |
| 1   | 500 meter    | 54,9    | 13 februari 1959    | Broekerhaven |
| 2   | 1000 meter   | 1.55,3  | 13 februari 1959    | Broekerhaven |
| 3   | 1500 meter   | 2.57,9  | 13 februari 1959    | Broekerhaven |
| 4   | minivierkamp | 238.600 | 14/15 februari 1959 | Gorredijk    |

Na afloop van de wedstrijd op 13 februari werd de baan nagemeten en toen bleek dat deze 2,13 meter te lang was. 
Rie Meijer had meer records op haar naam gehad als de KNSB eerder was overgegaan tot het erkennen van damesrecords. Pas op het KNSB congres van november 1957 werd namelijk hiertoe besloten. Ook werden daar toen limieten gesteld waar de te rijden records ten minste aan moesten voldoen: 55,0 s (500m); 1.57,0 (1000m); 2.58,0 (1500m) en 6.10,0 (3000m). Er werd geen 5000m recordlimiet gesteld omdat die op dat moment geen gangbare dames-wedstrijdafstand was. Een voorstel van de Zutphense IJsvereniging om de tijden van het NK Dames van 1956 te Zutphen als nationale records te erkennen sneuvelde.
Rie Meijer had toen in Nederland al twee maal een 500m in 54,7 gereden; de 1000m in 1.52,1;
de 1500m in 2.49,3 en de 3000m in 6.16,2. Op de 1000m en 1500m waren dat de snelste Nederlandse damestijden op Nederlands ijs, op de 500m was Gonne Donker al eens tot 53,0 gekomen (Amsterdam, 23-12-1938) en op de 3000m was de beste prestatie in handen van Ietje Louwen met 6.13,9, gereden tijdens het NK Dames van 1956 te Zutphen.